# Illa Pitt (Canadà)
Pitt Island és una illa de la Colúmbia Britànica, Canadà, es troba entre l'illa Banks, i el Canal Grenville (Grenville Channel) el separa del continent. L'únic assentament és de la First Nations i es diu Chino Hat. L'economia es basa en recursos naturals com la mineria (magnesita i ferro) i l'explotació forestal.
L'illa fa 1.368 km², el seu punt més alt és a 962 m d'altitud.